# Wafa Idriss
Pour les articles homonymes, voir Wafa.
Wafa Idriss (en arabe وفاء إدريس), née en 1977 et morte le 27 janvier 2002, est une ambulancière palestinienne. Elle a été rendue célèbre pour être la première femme kamikaze palestinienne de l'histoire.

## Wafa Idriss
Wafa Idriss était une ambulancière palestinienne du Croissant-Rouge palestinien, spécialisée dans les premiers soins. Elle vivait avec sa famille dans le camp de réfugiés de Al-Am’ari à Ramallah. À 16 ans, elle se marie avec son cousin Ahmed, mais les pressions familiales pousseront le couple à divorcer neuf ans plus tard, car Wafa était stérile. Le 27 janvier 2002, en plein cœur de Jérusalem, dans la célèbre rue de Jaffa (artère commerciale), une bombe explose, faisant un mort et des dizaines de blessés. Trois jours plus tard, les Brigades des martyrs d'Al-Aqsa revendiquent l'explosion. Ceci choqua son entourage, étant donné que Wafa était plutôt de tendance nationaliste et laïque. Le secrétaire général du Fatah pour la Cisjordanie, Marwan Barghouti venu présenter ses condoléances à la famille déclarera prudemment : « il est encore trop tôt pour parler d'une attaque suicide. Je ne sais pas si elle avait l'intention de périr dans cette opération ou si elle devait simplement acheminer une bombe. »

## Divers
- Sa famille rappelle qu'elle fut battue par un soldat israélien et blessée par une balle en caoutchouc avant sa mort[1].
- En avril 2002, l'ambassadeur saoudien à Londres, Ghazi Al-Qusseibi (ou Qusaibi) a publié un célèbre poème glorifiant Wafa Idriss.

## Son documentaire
Deux mois avant ce drame, Patrick Chauvel était venu tourner un film sur les membres du Croissant-Rouge palestinien. Il y avait rencontré Wafa, souriante et pleine de vie. Après avoir appris son acte, le réalisateur retourne à Ramallah pour comprendre comment elle a pu en arriver là. Il part à la rencontre de la famille de la jeune femme, de ses collègues, de Marwan Barghouti du Fatah et de l'épouse de l'homme tué dans l'attentat. Patrick Chauvel réalisera par la suite : Kamikaze 47, l'histoire de Wafa Idriss, un documentaire qui sera projeté dans le monde entier. Chauvel a modifié l’orientation initiale de son documentaire pour se poser cette question : « Comment une jeune femme aussi dynamique a-t-elle pu décider de devenir le numéro 47 sur la liste des kamikazes ? ».

## Documentation
- Vidéo de Wafa Idriss avec son équipe (extrait de Kamikaze 47)